# Чернілевська Катерина Пилипівна
Катерина Пилипівна Чернілевська (1903, місто Одеса, тепер Одеської області — ?) — українська радянська діячка, вчителька Кам'янець-Подільської середньої школи № 9 Хмельницької області. Депутат Верховної Ради УРСР 3—4-го скликань.

## Біографія
Народилася у родині селянина-бідняка. Закінчила вечірню гімназію та жіночу учительську семінарію.
Трудову діяльність розпочала вихователькою дитячого будинку на Одещині. Потім працювала в сільській початковій школі села Чернелівці Вовковинецького району.
З 1932 року — вчителька початкових класах у сільських школах Кам'янець-Подільського району та у Кам'янець-Подільській міській середній школі Кам'янець-Подільської області.
Під час німецько-радянської війни була евакуйована до Башкирської АРСР, де працювала вчителькою школи міста Стерлітамака.
З 1946 року — вчителька початкових класів Кам'янець-Подільської середньої школи № 9 Кам'янець-Подільської (Хмельницької) області.
Потім — на пенсії.